# أرتور ماركيز
أرتور ماركيز (بالإسبانية: Arturo Márquez)‏ هو موزع وملحن مكسيكي، ولد في 20 ديسمبر 1950 في Álamos ‏ في المكسيك ويعيش في مكسيكو سيتي.

## حياته
ولد أرتورو ماركيز عام 1950  في ألاموس في محافظة سونورا المكسيكية وكان الأكبر بين تسعة أشقاء، وكان والده أرتورو ماركيز موسيقي مارياتشي في المكسيك وفي لوس أنجلوس لاحقاً، مثل ما كان جده لأبيه موسيقيا شعبياً في منطقة سونورا وشيواوا في شمال المكسيك، فنشأ ماركيز في أسرة موسيقية واحتك مبكرا بالموسيقى، وخاصة موسيقى الصالونات المكسكية التي تأثرت بها أعماله الموسيقية اللاحقة.
بدأ ماركيز التدوين الموسيقي وهو في سن السادسة عشرة ودرس في مدرسة كوزرفاتوار المكسيك حيث تعلم البيانو والنظريات الموسيقية في الأعوام بين 1970-1975، ثم تتلمذ في الأعوام 1976-1979 في التلحين على أيدي فريدريكو إيبارا وجواكين غوتيريز هيراس وهكتور كينتانا. حصل على منحة من برنامج فولبرايت في الولايات المتحدة وفي عام 1990 نال شهادة ماجستيرفي التأليف الموسيقي من معهد كاليفورنيا للفنون.
تضم موسيقاه أساليب مختلفة من الموسيقى المكسيكية الأصلية، فموسيقى الدانسون تقوم على موسيقى منطقة فيراكروز، وأشهرها الدانسون رقم 2 الذي قدمته أوركسترا سيمون بوليفار للشباب بقيادة غوستافو دوداميل في جولة في أوروبا والولايات المتحدة عام 2007. وقد فتحت هذه القطعة الباب لاكتشاف أعمال أخرى لماركيز، لاقت رواجا عالميا، وخاصة في دول أمريكا اللاتينية.

## وصلات خارجية
- الموقع الرسمي
- أرتور ماركيز على موقع IMDb (الإنجليزية)
- أرتور ماركيز على موقع ميوزك برينز (الإنجليزية)
- أرتور ماركيز على موقع ديسكوغز (الإنجليزية)